# Exorista aureisquamosa
Exorista aureisquamosa là một loài ruồi trong họ Tachinidae.